# Morning Patrol
Pour plus de détails, voir Fiche technique et Distribution.
Morning Patrol (Πρωϊνή Περίπολος, Proïní perípolos) est un film grec réalisé par Nikos Nikolaïdis, sorti en 1987, librement inspiré de l'univers de Philip K.Dick.

## Synopsis
Une femme seule erre dans les ruines d'une ville abandonnée, où règnent la désolation et la mort, mais où, curieusement, les infrastructures sont encore opérationnelles. Elle ne se souvient ni de son nom, ni d'où elle vient, ni si elle a eu des parents ou si elle a vécu avec un homme. Pour échapper à la Patrouille Matinale, une milice faisant la loi, elle pénètre dans un bâtiment où elle rencontre un survivant, mais celui-ci fait partie des escadrons de la mort et a pour mission de la tuer.

## Fiche technique
- Titre : Morning Patrol
- Titre original : Πρωϊνή Περίπολος (Proïní perípolos)
- Réalisation : Nikos Nikolaïdis
- Scénario : Nikos Nikolaïdis d'après Raymond Chandler, Philip K. Dick, Daphné du Maurier, Herman Raucher
- Photographie : Dínos Katsourídis
- Pays d'origine : Grèce
- Genre : science-fiction
- Date de sortie : 1987

## Distribution
- Michele Valley : Femme
- Takis Spyridakis : Garde